# جوفينو نوفوا
جوفينو نوفوا (31 مارس 1945 - 1 يونيو 2021) كان سياسيًا تشيليًا. شغل منصب عضو مجلس الشيوخ في تشيلي (1998-2014) وكان رئيس مجلس الشيوخ في تشيلي (2009-2010).
شغل منصب وكيل الوزارة العام لدكتاتورية أوغستو بينوشيه من 1979 إلى 1982.
على عكس كثيرين آخرين في حزبه، لم يكن نوفوا متدينًا واعتبر نفسه محايدًا، وفي بعض الأحيان أعرب عن دعمه للعديد من المواقف المؤيدة لحق الاختيار. وبالمثل حقق داخل حزبه هيمنة فصيلته الليبرالية المحافظة، والتي تعايشت مع تيار بابلو لونجويرا الاجتماعي المحافظ. هذا الأخير كان له خصائصه العمل السياسي في القطاعات الفقيرة، في حين تركز فصيل نوفوا في العلاقة مع رجال الأعمال، وتمكين مراكز الفكر مثل الحرية والتنمية أو تدريب قادة شباب أو طلاب من الجامعة البابوية الكاثوليكية في تشيلي مثل خايمي بيلوليو أو خافيير ماكايا.
في عام 2015 حُكم عليه بجرائم ضريبية تتعلق بقضيتي بينتا وإس كيو إم. بعد ست سنوات توفي نوفوا في 1 يونيو 2021، عن عمر يناهز 76 عامًا، بسبب انتفاخ الرئة.